# Волгин, Леонид Иванович
Леонид Иванович Волгин (27 декабря 1932, Ялуторовск, Тюменская область, СССР — 19 октября 2008) — доктор технических наук (1974), профессор УлГТУ (1981), Заслуженный деятель науки и техники Российской Федерации (1995)

## Биография
Родился в г. Ялуторовске Тюменской области. В 1950 году семья из г. Бийска переезжает в г. Таллин. В 1951, после окончания школы Л.И. Волгин поступает учиться в Ленинградский институт авиационного приборостроения (ныне — ГУАП) на радиофакультет. В 1957 году после окончания института по распределению был направлен на Таллинский завод «Пунане РЭТ», где работал в должностях инженера-нормировщика, инженера-конструктора, старшего инженера и главного инженера.
В 1959 году он поступает и в 1961 году оканчивает факультет переподготовки дипломированных инженеров по специальности «Математические и счётно-решающие приборы и устройства» при Ленинградском политехническом институте, а в 1961 году оканчивает заочную аспирантуру Ленинградского НИИ электроаппаратуры (впоследствии переименован в НПО дальней связи).
В 1965 году он защищает кандидатскую диссертацию в Ленинградском институте авиационного приборостроения (ныне — ГУАП).
В периоды с 1962 по 1964 и с 1966 по 1969 годы работал в Таллиннском конструкторском бюро радиоэлектроники в должности старшего инженера. С 1969 по 1975 годы работает в должности старшего научного сотрудника в Научно-исследовательском и проектно-технологическом институте систем планирования и управления в электропромышленности (впоследствии - Таллиннский электротехнический институт НПО «Электротехника»).
В 1974 году он защищает докторскую диссертацию в Киевском политехническом институте.
В 1975 году приглашён на работу в Ульяновский политехнический институт, где возглавляет кафедру «Конструирование и производство радиоаппаратуры».
В 1981 году ему присваивается учёное звание профессора.
С 1984 года работает в специальном конструкторском бюро Института кибернетики Академии наук Эстонии в должности главного конструктора проекта.
В 1993 году он возвращается в Ульяновский государственный технический университет (УлГТУ) и продолжает работать заведующим кафедрой «Конструирование и производство радиоаппаратуры».
В 1995 году ему присваивается почётное звание «Заслуженный деятель науки и техники Российской Федерации».
С 2000 по 2008 годы работает профессором кафедры «Измерительно-вычислительные комплексы» и заведующим научно-исследовательской лабораторией наукоёмкого инжиниринга УлГТУ.

## Научная деятельность
Первые научные публикации Л.И. Волгина были посвящены вопросам теории и проектирования электронных вольтметров и аналоговых измерительных преобразователей параметров электрических сигналов и целей. Логическим продолжением исследований в области аналоговых измерительных преобразователей является цикл работ по развитию общей теории синтеза операционных преобразователей с малой методической погрешностью.
Идея объединения различных по назначению преобразователей по признаку «операционности» позволила свести проблему повышения качества широкой номенклатуры аналоговых измерительных и вычислительных преобразователей (решающие усилители, линейные преобразователи параметров электрических цепей в напряжение, интегрирующие и дифференцирующие устройства, масштабирующие преобразователи, управляемые источники тока, измерительные усилители, преобразователи частотно-временной группы, трёхполюсные эквиваленты индуктивности и др.) к задаче уменьшения методической погрешности операционных преобразователей. Обобщение этих работ представлено в монографиях.
Другой цикл работ посвящён структурным методам повышения точности измерительных преобразователей. В этой области Л.И. Волгину принадлежит ряд работ по развитию итерационных и комбинационных методов повышения статической точности измерительных преобразователей, позволяющих строить высокоточные устройства на обычной элементной базе.
Существенным является вклад Л.И. Волгина в развитие общей теории синтеза активных электрических цепей. Им сформулированы «принцип совместности отрицательной и положительной обратных связей» и «принцип усилений дуального сигнала», являющиеся эффективным средством топологического синтеза и уменьшения погрешности статизма активных цепей с обратной связью. Им показано, что топологические преобразования электрических цепей являются перспективным научным направлением в области синтеза электрических схем и структур, позволяют алгоритмическим путём размножать и расширять классы эквивалентных электрических цепей. Это создаёт предпосылки для машинного синтеза новых схем и алгоритмического поиска оптимального схемного варианта.
Предложенные Л.И. Волгиным топологические преобразования (путём переноса узла или сумматора в замкнутых структурах, путём поворота активного трёхполюсника, переносом источника входного сигнала, переносом нагрузки и др.) совместно с другими типами топологических преобразований позволяют решать следующие задачи: доказательство полноты заданного класса электрических схем с целью выбора (обоснования) оптимального схемного варианта; топологический синтез новых схем, обладающих заданными свойствами или более высокими характеристиками; размыкание активных электрических цепей с обратной связью (преобразование цепей с обратной связью в эквивалентные цепи без обратной связи); изменение средств достижения заданного качества электрических цепей; изменение типа обратной связи путём топологического преобразования цепей с отрицательной обратной связью в цепи с положительной обратной связью и обратно; изменение активной элементной базы без изменения функций цепи; изменение типа электрических цепей путём топологических преобразований потенциальных, токовых, импедансных и адмитансных цепей в токовые, потенциальные, адмитансные и импедансные цепи; выбор оптимального топологического варианта при разработке гибридно-плёночных микросхем и др.
Эффективность методов топологического преобразования для оптимального синтеза активных электрических цепей (прежде всего для наиболее распространённых классов схем повторителей напряжения) показана в ряде статей и монографии.
Работа Л.И. Волгина в Институте кибернетики АН Эстонии и в УлГТУ связана с созданием и развитием новой предметной области - реляторной схемотехники. Предыдущие работы показали, что бесконечнозначная (непрерывная, нечётная) логика является эффективным средством для решения задач анализа и синтеза аналоговых нелинейных и логических преобразователей. Итоги работ по синтезу непрерывно-логических устройств, построенных в элементном базисе амплитудных селекторов.
Однако возможности бесконечнозначной логики как математического аппарата для синтеза электрических цепей в элементном базисе амплитудных селекторов ограничены кругом задач, описываемых линейно-изломными функциями. Более широкими возможностями обладает разработанный Л.И. Волгиным логико-алгебраический аппарат (комлементарная алгебра и её частная реализация - предикатная алгебра выбора), который позволяет решать задачи, описываемые как линейно-изломными, так линейно-разрывными функциями.
Существенно, что предикатная алгебра выбора (ПАВ) включает в себя как частный случай бесконечнозначную логику. В качестве элементного базиса ПАВ Л.И. Волгиным предложены реляторы - аналоговые логические элементы, воспроизводящие элементарные операции комплементарной алгебры, ПАВ и бесконечнозначной логики. Релятор является универсальным схемным элементом с широкими функциональными возможностями. Л.И. Волгиным показано, что в элементном базисе реляторов возможно построение широкой номенклатуры аналоговых функциональных, логических, коммутационных, измерительных, вычислительных и управляющих преобразователей, аналоговых процессоров ситуационной, позиционной, порядковой и ранговой обработки сигналов без промежуточных преобразований в цифровой код, а также генераторов предикатных, аргументных, предикатно-аргументных и непрерывно-логических функций, систем сжатия и обработки аналоговой информации. Итоги работ по разработке логико-математического аппарата и реляторной схемотехники отражены в опубликованных изданиях. Логически продолжением «реляторного» направления Л.И. Волгина являются его работы по моделированию и синтезу нейронных моделей и сетей в элементном базисе реляторов. Реляторная парадигма моделей нейронных сетей эффективно работает при построении различных нейротехнических систем.
Л.И. Волгин был инициатором и организатором ряда международных, всесоюзных и республиканских научно-технических конференций и семинаров.
Наиболее известные из них «Вопросы теории и проектирования измерительных преобразователей параметров электрических сигналов и цепей», «Аналоговые измерительные преобразователи», «Проблемы обработки аналоговой информации», «Континуальные алгебраические логики, исчисления и нейроинформатика в науке и технике (КЛИН)». Конференция со звонкой аббревиатурой КЛИН проводилась ежегодно более десяти лет.
Научные идеи Л.И. Волгина развиваются в работах его учеников .